# Jaguar XJ (XJ40)
La Jaguar XJ (nome in codice XJ40) è un'autovettura prodotta dalla casa automobilistica britannica Jaguar dal ottobre 1986 al ottobre 1994, quarta generazione della serie XJ.

## Sviluppo e contesto
Ultima Jaguar su cui collaborò Sir William Lyons, è stata presentata ufficialmente l'8 ottobre 1986 come quarta generazione della XJ per sostituire la Series III. La XJ40 presenta una serie di miglioramenti tecnici e tecnologici, come il quadro strumenti elettronico. La XJ6 del 1993 è stata votata  "auto più sicura in Gran Bretagna" come risultato di un sondaggio governativo. La XJ40 e le generazioni successive che ne sono state derivate, rappresenta la seconda piattaforma XJ più longeva, con un ciclo di produzione totale di 17 anni.
Dopo la XJ40, Jaguar era intenzionato quella di lanciare una nuova berlina con un nuovo motore V8 denominata XJ90, ma Ford ne interruppe lo sviluppo. Fu succeduta dalla Jaguar XJ (X300).

## Descrizione e storia

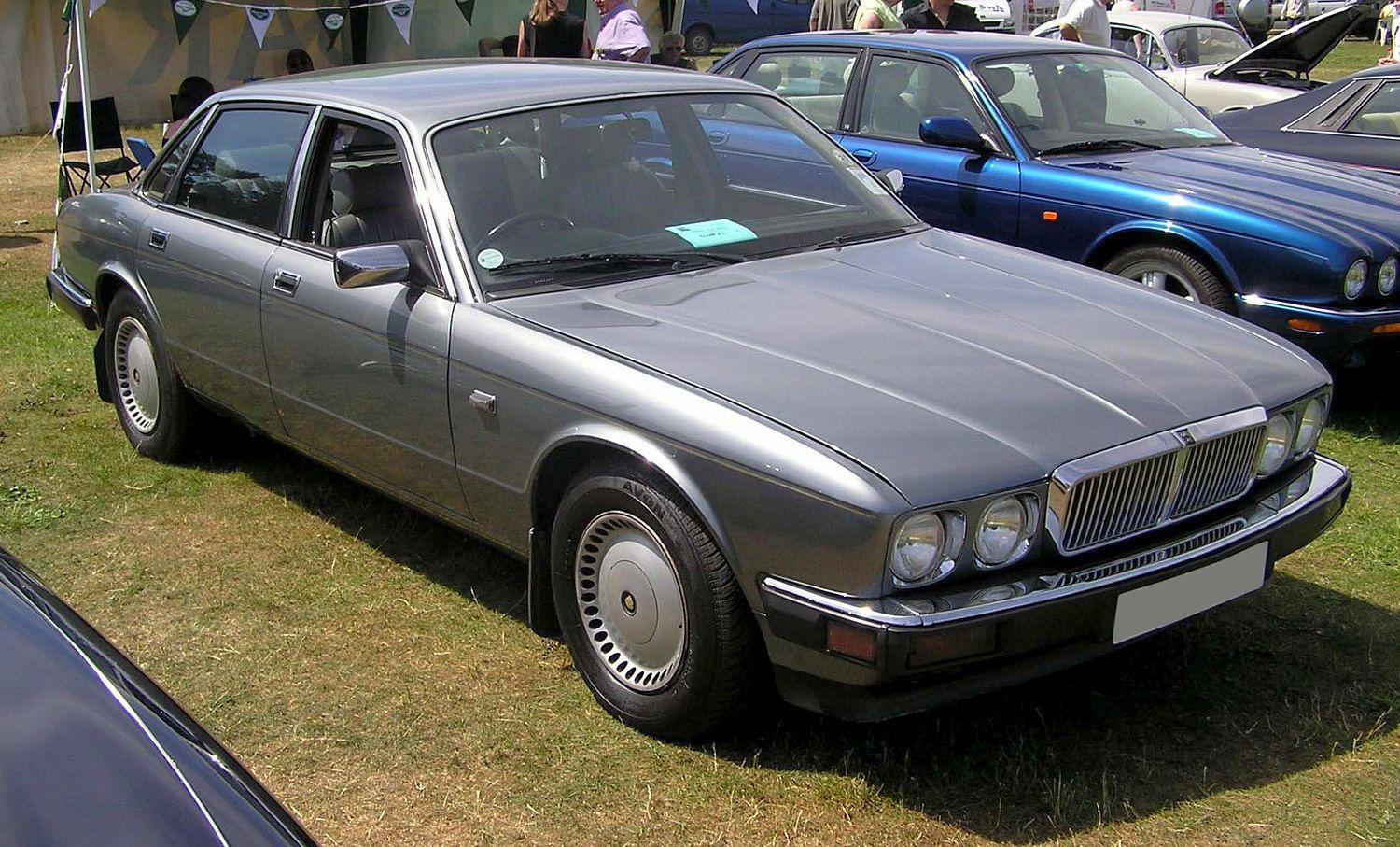
Una XJ (XJ40) nella versione Standard a fari tondi

Dopo quasi un decennio di gestazione tra studi e affinamenti, nel 1986 debuttò una nuova XJ, il cui nome del progetto fu XJ40. A dispetto delle voci dei maligni che sostenevano fosse l'ennesimo restyling della Series III, fu invece un'autovettura completamente nuova e ridisegnata. Nuova era la linea, più aerodinamica e attuale nonostante l'evidente continuità stilistica con la Series III, che rimase in produzione nella sola versione V12. Nuovo era anche il sistema di sospensioni posteriore con bracci triangolari inferiori e su alcune versioni il sistema auto-livellante con recupero automatico dell'assetto, così come nuovi erano i motori 6 cilindri in linea bialbero.
Nuovi erano anche gli interni, completamente ridisegnati e molto ricchi. Per la prima volta la Jaguar faceva anche un ingente uso di elettronica dotando tutte le vetture di airbag e prevedendo allestimenti comprendenti computer di bordo, pannello di controllo, gestione programmata del climatizzatore e la possibilità di avere, come accessorio, il telefono di bordo.

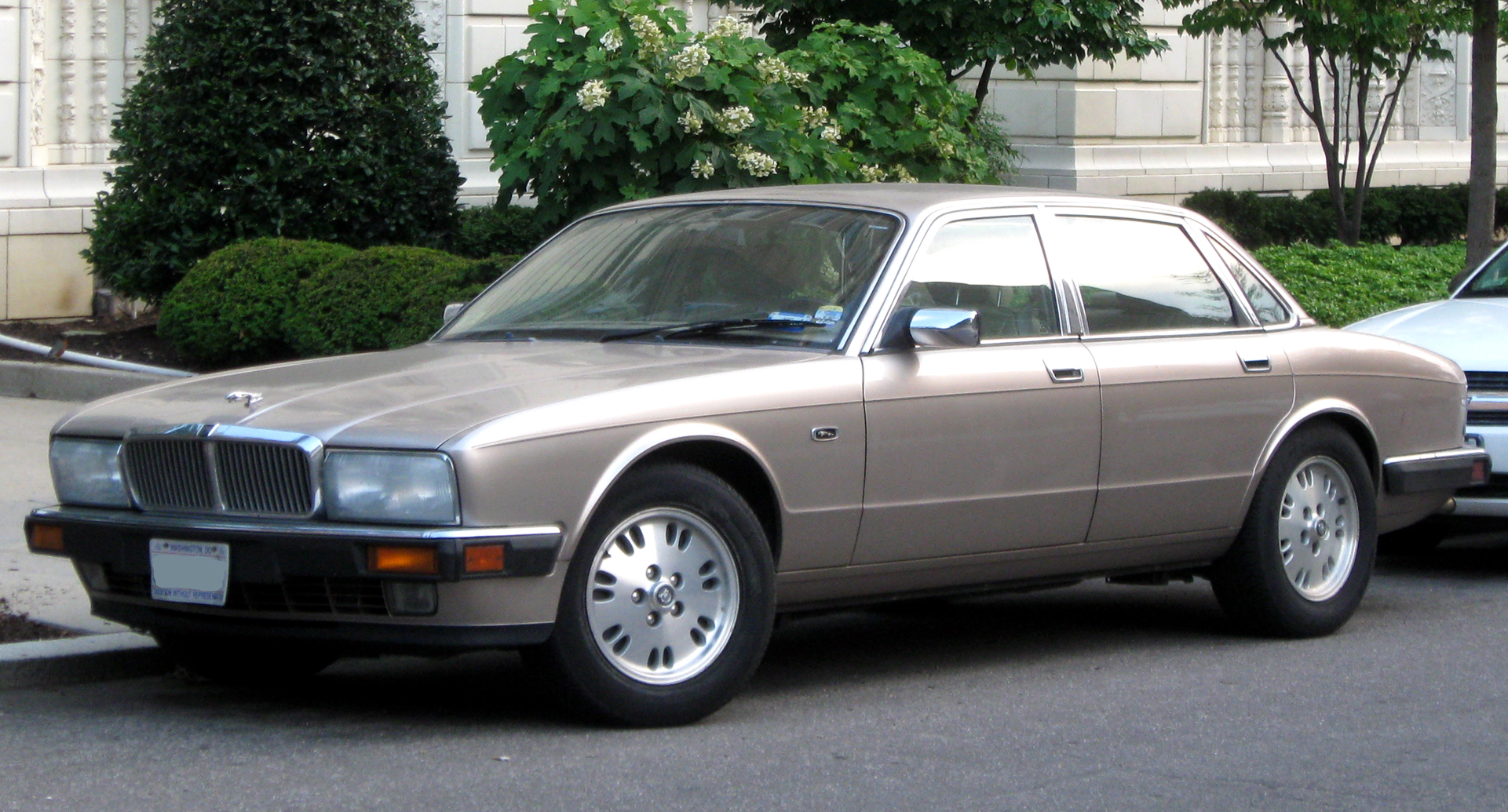
Una XJ (XJ40) nella versione Sovereign

La gamma era composta dai due consueti allestimenti: Standard e Sovereign e due erano anche i propulsori. Inizialmente la versione di partenza fu la 2.9, spinta dal 6 cilindri di 2.919 cm³ da 165 CV, con alimentazione a iniezione elettronica e testata con 2 valvole per cilindro, mentre al in vetta alla gamma si poneva la versione 3.6, mossa dal 6 cilindri con testata a 24 valvole di 3.590 cm³ alimentato a iniezione da 212 CV. Entrambi i propulsori, realizzati interamente in alluminio, potevano essere abbinati al cambio manuale a 5 marce o ad un nuovo automatico a 4 rapporti.
La versione 3.6 poteva essere Standard, riconoscibile per i quattro fari anteriori circolari, o Sovereign con una dotazione completa, sospensioni posteriori autolivellanti e distinguibile per i grossi proiettori anteriori rettangolari. La versione 2.9, invece, era disponibile nel solo allestimento Standard ma il suo motore, così piccolo e inadeguato al peso della vettura, unito alla sola disponibilità dell'allestimento Standard determinò l'accantonamento dalla clientela, che si orientò quasi esclusivamente sulla versione 3.6, prevalentemente in allestimento Sovereign con cambio automatico. Per il mercato statunitense venne commercializzata anche una speciale versione denominata Majestic con un allestimento particolarmente ricco analogo alla versione Vanden Plas.
In listino mancava ancora la versione più potente, ovvero quella che avrebbe dovuto montare il propulsore V12 5.3 ancora presente sulla Series III. Pare che l'origine di tale lacuna risiedesse nella progettazione stessa della XJ40, dove dei tecnici Jaguar ribelli avrebbero progettato il vano motore in modo tale da non alloggiare l'ingombrante motore a V, poiché la British Leyland aveva ipotizzato di installare un più economico motore V8 Rover.
Nel 1990 la casa di Coventry, che nel frattempo fu acquistata dalla Ford nel 1987, corse ai ripari. L'inadeguata versione 2.9 venne sostituita definitivamente dalla 3.2, con motore 24 valvole da 3.239 cm³ e 201 CV, mentre la cilindrata della versione da 3,6 litri venne portata a 3.980 cm³ e 235 CV, originando la Sovereign 4.0. La 3.2 divenne comunque disponibile in entrambi gli allestimenti: Standard e Sovereign.

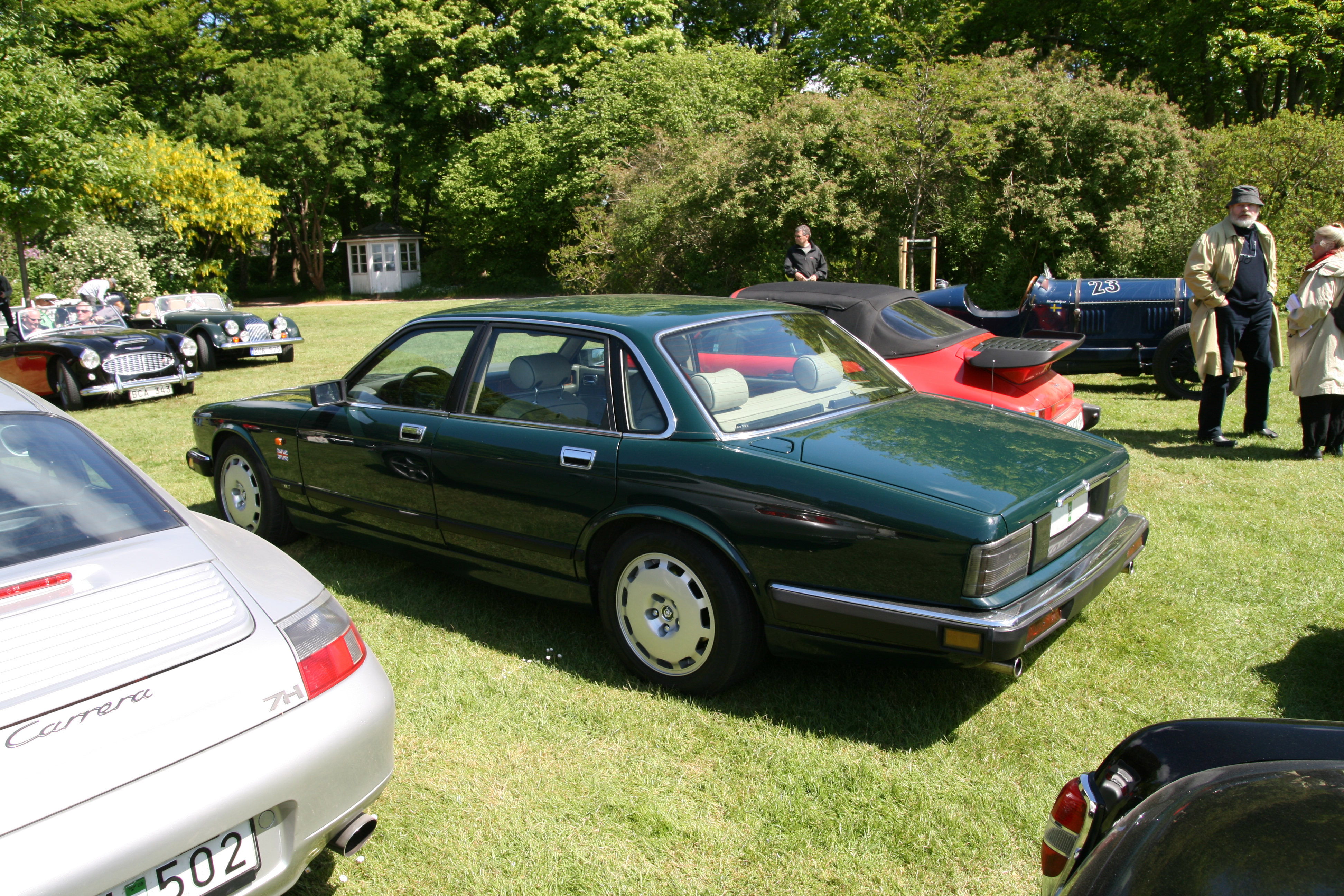
Jaguar XJR 4.0

Per sopperire alla mancanza della versione V12, nel 1991 venne lanciata la prima versione più sportiva della berlina XJ: la XJR 4.0. Equipaggiata con una versione potenziata a 251 CV del 6 cilindri da 4 litri, questa versione era riconoscibile per le minigonne laterali in fibra di vetro, per la griglia nera con il logo Jaguar Sport, ruote in lega Speedline con pneumatici più larghi e assetto ribassato. I modelli successivi avevano canalizzazioni montate sullo spoiler anteriore per alimentare l'aria direttamente ai dischi dei freni. L'interno era caratterizzato da un volante in pelle MOMO, loghi Jaguar Sport sui quadranti del cruscotto e sui poggiatesta dei sedili, pomello del cambio in pelle e finiture interne contraddistinte da inserti in legno d'acero scuro e sedili sportivi.
Il modello XJR fu introdotto nel 1988 con cilindrata 3.6 e ne cessò la produzione nel 1994. Nel 1991 l'aspetto della XJR cambiò quando venne commercializzata soltanto nella versione con i proiettori anteriori del modello Sovereign. Ne sono state realizzate soltanto poche centinaia di esemplari, rendendo rare queste versioni, in particolare quelle con cambio automatico.

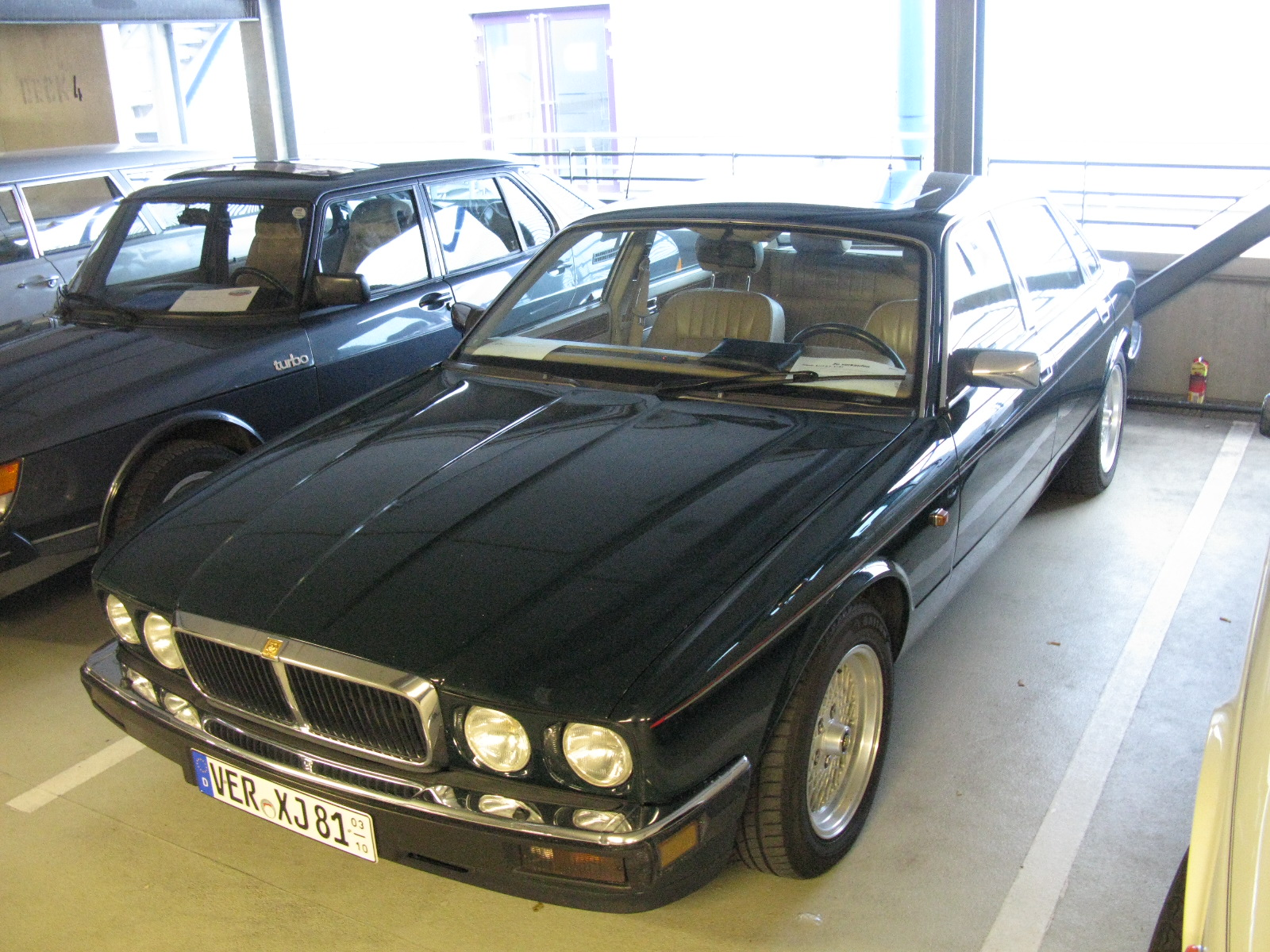
Jarguar XJ12 6.0

Nel 1992 il vano motore, inadeguato a ospitare propulsori a V, fu finalmente modificato e debuttò l'attesa versione XJ12 6.0 (XJ81), disponibile soltanto in versione Sovereign con cambio automatico. Il motore, rigorosamente Jaguar, era lo stesso V12 ereditato dalla fortunata serie precedente ma con una cilindrata maggiorata di 5.993 cm³, 318 CV e associata a un cambio GM 4L80E a 4 rapporti e gestione elettronica.
La XJ12 montava le due coppie di proiettori gemellati, le alette della griglia del radiatore nero e un distintivo growler d'oro sulla parte superiore della griglia del radiatore, mentre la Daimler montava classici fari rettangolari. Le prime auto utilizzavano cornici dei finestrini in acciaio inossidabile, sulle auto successive vennero ricoperti da pellicola nera.
Nel 1992 fu già chiaro che la Ford, dietro pressante ispirazione del manager Wolfgang Reitzle, sarebbe diventata la prossima proprietaria della Jaguar, pertanto si percepì qualche strategia di collaborazione tra le due case automobilistiche. Nacque quindi, fra il 1992 e il 1993, l'evoluzione definitiva della XJ40, una specie di terza serie che non venne pubblicizzata come tale ma fu intesa come una sorta di evoluzione di alcuni sistemi tecnici a partire dal gennaio del 1993. Si attribuì l’introduzione di queste modifiche al telaio 667829, sino all'ultima vettura della serie, il 708757 con cui si concluse la storia della XJ40.

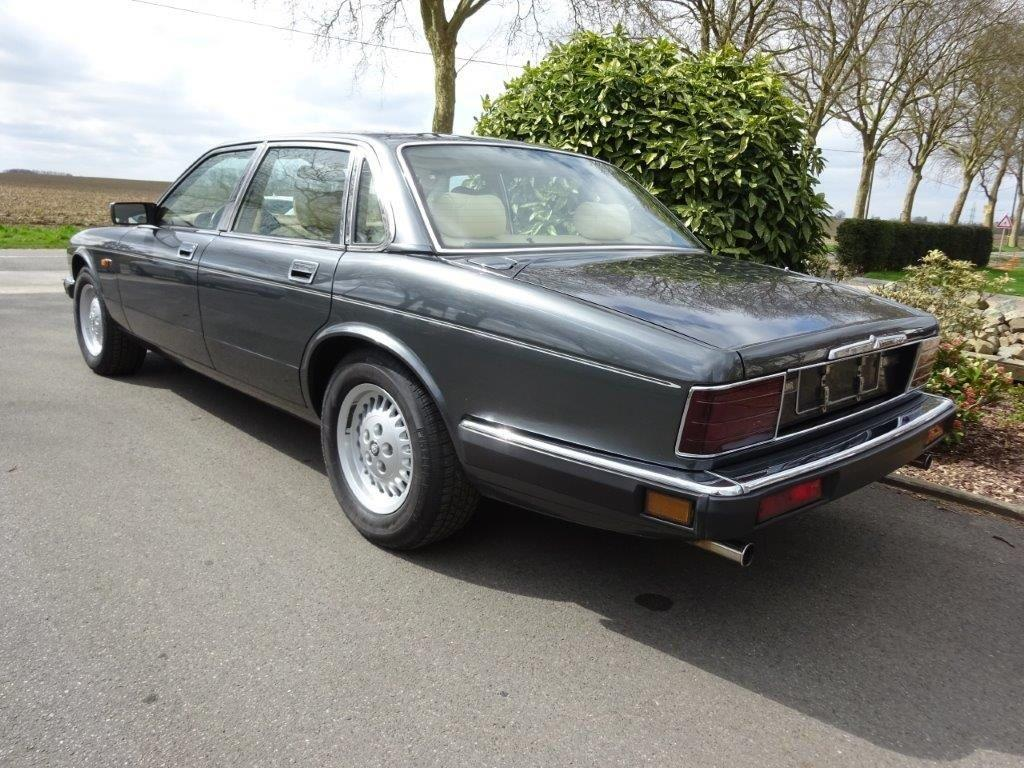
Jaguar XJ40 Sovereign MY92

A partire dal 1992 venne commercializzata la versione Model Year 92, apportando alcune piccole modifiche ai vari allestimenti, come airbag per guidatore e proiettori fendinebbia integrati. La Sovereign MY92 venne arricchita con profili cromati intorno ai fanali posteriori, come per le lussuose Daimler. Tra il 1992 e il 1994, della XJ40 venne realizzata anche una versione a passo allungato di cui furono prodotti soltanto 121 esemplari, che venne nuovamente denominata Majestic. L'analoga versione a marchio Daimler utilizzò inizialmente la nota denominazione Double Six, con l'adozione del solo motore V12 da 6 litri con cambio automatico.

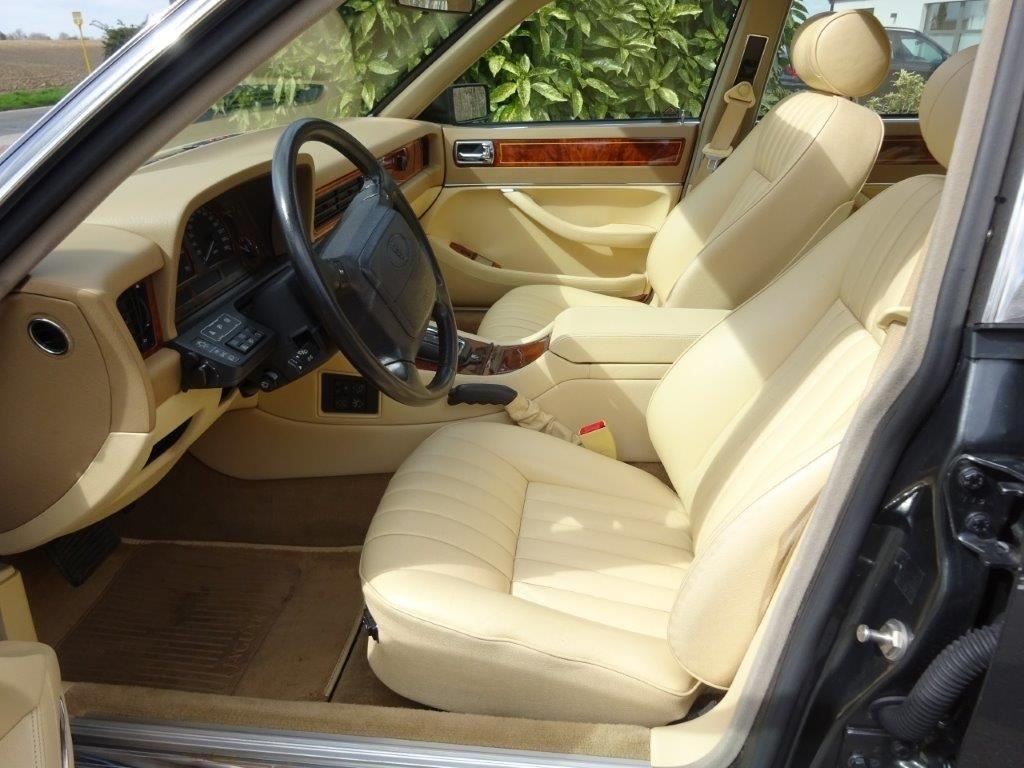
Interno di una Jaguar XJ40 MY92

Nel 1993, verso la fine della carriera della XJ40, la Jaguar introdusse il modello Sport, con cilindrate di 3.2 e 4.0. Era disponibile solo con il motore a sei cilindri e aveva il rivestimento interno in palissandro in contrasto con il rivestimento in noce di altri modelli. Sia gli specchietti che le alette del radiatore erano in tinta con la carrozzeria e con profili cromati, mentre le fiancate erano decorate con doppia coach line. Furono montati pneumatici maggiorati su cerchi in lega a cinque razze.
Nel 1994 viene introdotto il modello Gold con un equipaggiamento specifico e  disponibile in meno colori rispetto ad altri modelli; quest'ultimo modello era identificato da un logo placcato oro sul retro, dal growler d'oro nella parte superiore della griglia del radiatore, specifici cerchi in lega e la doppia coach line sulle fiancate.
Con il telaio 708757, realizzato nel settembre 1994, uscì dunque dalla fabbrica Jaguar l'ultimo esemplare XJ40.